# São José dos Pinhais
São José dos Pinhais là một đô thị thuộc bang Paraná, Brasil. Đô thị này có diện tích 945,7 km², dân số năm 2007 là 261125 người, mật độ 276,1 người/km².